# Barranc Tuerto
El Barranc Tuerto és un jaciment de l'edat del bronze situat a l'est de Villena (Alt Vinalopó, País Valencià), al vessant sud de la serra de la Vila.

## Excavacions i troballes
El jaciment del Barranc Tuerto es va localitzar en algun moment entre les dècades de 1940 i 1950, en un moment en què l'arqueòleg José María Soler García estava realitzant intenses prospeccions per tot el terme de Villena. En 1995, es van reprendre les excavacions arqueològiques, que van possibilitar conéixer completament la planta i el registre material de l'assentament. Així mateix, es va obtindre una data radiocarbònica mitjançant C-14, la qual cosa va permetre establir que l'enclavament va haver de ser fundat cap a 1830 a. C. Les restes documentades de major entitat són una sèrie d'atifells ceràmics fets a mà i algunes peses de teler realitzades en fang.

## Estructura del poblat
L'assentament és molt reduït i es disposa sobre un promontori rocós del vessant meridional de la serra de la Vila, seccionat a l'est pel Barranco Ancho i a l'oest pel Barranc Tuerto, que dona nom al jaciment. Ocupa una extensió aproximada de 170 m2 i s'articulava al voltant d'una xicoteta cabanya de planta quasi circular, per l'obertura de la qual s'accedia un pati o porxe, possiblement obert a l'est. Al sud d'aquest pati o porxe s'adossava un mur que constituïa la vora sud de l'assentament. En algun moment, la cabanya va ser destruïda per un incendi, al qual van succeir diverses remodelacions de les quals no han quedat a penes restes a causa de la intensitat de l'erosió a la zona. Per això, és difícil establir el moment de l'abandonament definitiu, que va haver de produir-se cap al 1500-1400 a. C.

## Economia i organització social
Donada la ubicació del jaciment i les seues característiques, el poblat respondria a un model d'organització territorial en què exerciria principalment funcions logístiques. Així, està situat en un punt alt i de difícil accés, considerablement allunyat de les terres cultivables i amb una àmplia panoràmica sobre la part sud-oriental de la cubeta de Villena i la vall de Biar. La hipòtesi de la dependència de Barranc Tuerto (i altres assentaments similars) respecte als jaciments més extensos emplaçats en el pla agrícola ve reforçada per la inexistència d'elements de falç en el jaciment, així com l'absència de restes òssies que denoten el consum d'animals salvatges.